# Georg al II-lea, Duce de Saxa-Meiningen
Georg al II-lea, Duce de Saxa-Meiningen (n. 2 aprilie 1826 - d. 25 iunie 1914) a fost penultimul Duce de Saxa-Meiningen. A domnit din 1866 până în 1914.

## Famile și primii ani
Georg a fost singurul fiu al ducelui Bernhard al II-lea și al soției acestuia, Marie Frederica de Hesse-Kassel. Nașterea sa a fost întâmpinată cu mare ușurare de către supușii tatălui său, deoarece succesiunea ducatul nu mai era în pericol din cauza lipsei de moștenitori de sex masculin. Georg a rămas singurul copil al familiei vreme de șaptesprezece ani, până la nașterea surorii lui, Prințesa Augusta în 1843.
Georg și-a petrecut primii ani sub supravegherea părinților și a bunicii Ducesa Luise Eleonore. Aceasta din urmă i-a insuflat lui Georg virtuțile patriotice ale moștenirii sale și simțul datoriei necesar pentru a conduce un ducat.
În 1862 singura sa soră s-a căsătorit cu prințul Moritz de Saxa-Altenburg, fiul mai mic al lui Georg, Duce de Saxa-Altenburg. Ei au fost părinții lui Ernst al II-lea, Duce de Saxa-Altenburg, ultimul duce care a condus ducatul de Saxa-Altenburg.

## Duce de Saxa-Meiningen
Georg i-a succedat tatălui său ca Duce de Saxa-Meiningen, când acesta a fost obligat să abdice la 20 septembrie 1866 în favoarea fiului său în urma înfrângerii Austriei în războiul austro-prusac. Spre deosebire de tatăl său, Georg a rămas loial prusacilor în timpul războiului și a fost recompensat cu gradul de general locotenent în armata prusacă. De asemenea, spre deosebire de părinții săi, era familiar cu politicile Prusiei.
În timpul războiului franco-prusac Georg a condus două regimente de soldați din Meiningen și a avut onoarea de a captura steagurile franceze în Bătălia de la Froeschweiler. În mod notabil, el a luptat în aproape fiecare bătălie în timpul războiului. Georg a fost un membru al echipei împăratului Wilhelm I atunci când a intrat în Paris și va rămâne un prieten apropiat al împăratului până la moartea sa.

## Căsătorii

### Prima

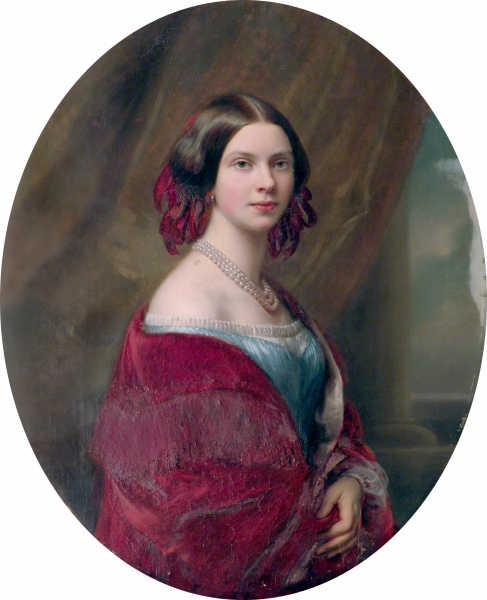
Prima soție a lui Georg, Charlotte a Prusiei.

Georg s-a căsătorit prima dată la Charlottenburg la 18 mai 1850 cu Prințesa Charlotte Frederica a Prusiei. Ea era fiica cea mare a Prințului Albert al Prusiei și a primei lui soții, Prințesa Mariana a Țărilor de Jos, și era nepoata atât a regelui Frederic Wilhelm al III-lea al Prusiei cât și a regelui Willem I al Țărilor de Jos.
Au avut patru copii:
1. Bernhard al III-lea, Duce de Saxa-Meiningen (1 aprilie 1851 - 16 ianuarie 1928).[1]
2. Prințul Georg Albrecht (12 aprilie 1852 - 27 ianuarie 1855).[1]
3. Prințesa Maria Elisabeta (23 septembrie 1853 - 22 februarie 1923).[1]
4. un fiu (29 martie 1855 - 30 martie 1855).[1]

Cuplul a avut o căsnicie scurtă și fericită. Printre cadourile de nuntă, tânărul cuplu a primit de la mama miresei o vilă pe malul lacului Como, redenumită „vila Carlotta”. Următorii cinci ani i-au petrecut la Berlin și Potsdam însă s-au întors la Meiningen pentru nașterea copiilor.
La 27 ianuarie 1855 al doilea fiu al lor a murit. Charlotte l-a urmat trei luni mai târziu printr-o complicație la naștere lăsându-l pe Georg neconsolat. El i-a succedat tatălui său ca Duce de Saxa-Meiningen în 1866, la 11 ani după decesul Charlottei.

### A doua

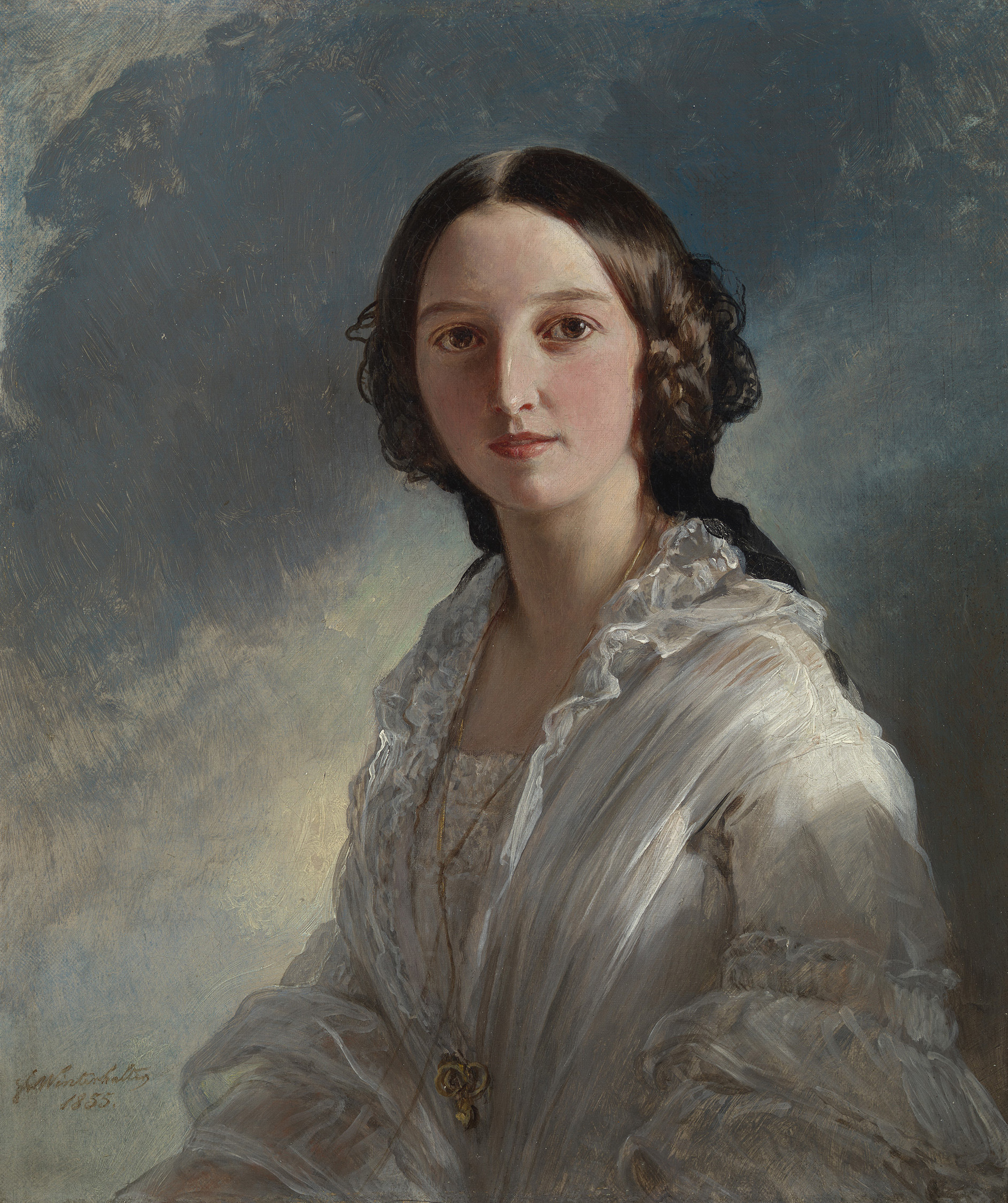
A doua soție a lui Georg, Prințesa Feodora de Hohenlohe-Langenburg, c. 1860

Georg și-a căutat o nouă soție pentru a oferi o mamă celor doi copii mici. Georg a întâlnit-o pe verișoara sa de-a doua, Prințesa Feodora de Hohenlohe-Langenburg în timp ce el era în drum spre Italia; au devenit logodnici aproape imediat. Ea era o nepoată a reginei Victoria a Regatului Unit, fiind fiica surorii vitrege a Victoriei, Prințesa Feodora de Leiningen și a soțului ei, Ernst I, Prinț de Hohenlohe-Langenburg. La 23 octombrie 1858 s-au căsătorit la Langenburg.
Georg și Feodora au avut trei fiii:
1. Prințul Ernst Bernhard Victor Georg (27 septembrie 1859 - 29 decembrie 1941).
2. Prințul Frederic Johann Bernhard Hermann Heinrich Moritz (12 octombrie 1861 - 23 august 1914).
3. Prințul Victor (14 mai 1865 - 17 mai 1865).

Totuși căsnicia lor nu a fost fericită. Georg nu s-a împăcat niciodată cu moartea Charlottei iar Feodora nu era potrivită temperamental pentru viața care o aștepta. Ea nu a avut realizări intelectuale sau artistice; chiar mai rău, nu era interesată de nimic. În ciuda acestui fapt, Georg a încercat să o educe; el era un mare iubitor al artelor, mai ales a teatrului. Mama ei a aprobat, declarând că a fost "foarte sensibil din partea lui să aranjeze ca mireasa să fie foarte ocupată cu lecțiile, să ia lecții de desen și să aude prelegeri de istorie". Totuși, Georg și-a dat seama repede că ea nu va fi la fel de spirituală și inteligentă ca Charlotte. După moartea celui de-al treilea fiu al lor, Feodora a stat departe de Meiningen atât cât s-a putut. În 1866, el a devenit Duce de Saxa-Meiningen iar ea Ducesă de Saxa-Meiningen.
Feodora s-a îmbolnăvit de scarlatină în ianuarie 1872 și a murit luna următoare. În ciuda multelor diferențe dintre ei, Georg a rămas atașat de ea. Când ea s-a îmbolnăvit, el a fost înnebunit de durere și trimitea telegrame părinților ei de două ori pe zi.

### A treia

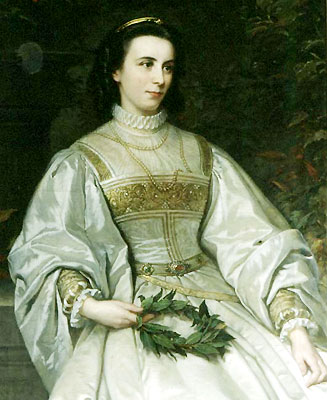
A treia soție a lui Georg, Ellen Franz, c. 1870.

S-a căsătorit a treia oară la Liebenstein la 18 martie 1873 cu Ellen Franz, o fostă actriță. Ea a devenit Helene, baroană von Holdburg la scurt timp după nuntă.
Această căsătorie a fost una morganatică și l-a înfuriat pe împăratul Wilhelm I al Germaniei. La rândul său, Georg a devenit tot mai furios și defensiv din cauza faptului că soția sa nu a fost tratată ca egala lui. Majoritatea germanilor l-au susținut pe Georg în decizia de a se căsători, dar Wilhelm s-a simțit în mod deosebit supărat pentru că prima soție a lui Georg a fost o rudă a lui. Wilhelm nu a fost singurul care s-a opus căsătoriei; tatăl lui Georg, ex-Ducele Bernhard a fost la fel de furios, oficialii și miniștrii curții de Saxa-Meiningen, de asemenea, au avut obiecții cu privire la căsătorie. Mulți au demisionat iar soțiile lor au insultat-o în mod deschis pe Elena. Armata a refuzat să o salute, înfuriindu-l pe Georg.
El a trimis un emisar la Berlin cu o plângere adresată lui Wilhelm care a răspuns ordonând tuturor ofițerilor să o salute pe Elena ca baroană von Holdburg. Ea nu a deținut niciodată titlul de Ducesă de Saxa-Meiningen așa cum a fost cea de-a doua soție.
Cuplul nu a avut copii. Iubiți de public, ea și Georg au creat și dezvoltat teatrul Meiningen. 

## Interesul în artele dramatice
După războiul franco-prusac, Georg al II-lea de Saxa-Meiningen s-a dedicat teatrului. A ajuns să fie considerat unul din cei mai proeminenți intelectuali din rândul aristocrației Imperiului German. Pornind de la trupa de teatru de pe lângă curtea princiară, el a dezvoltat așa-numitul Meiningen Ensemble . El rămâne în istoria teatrului prin acuratețea costumelor și decorurilor istorice, precum și veracitatea scenelor colective. A făcut mai multe turnee prin Europa, având o influență statornică asupra dezvoltării artei dramatice pe continent. Pentru opera lui regizorală, el este cunoscut ca primul regizor modern de teatru.